# GEFA-Flug

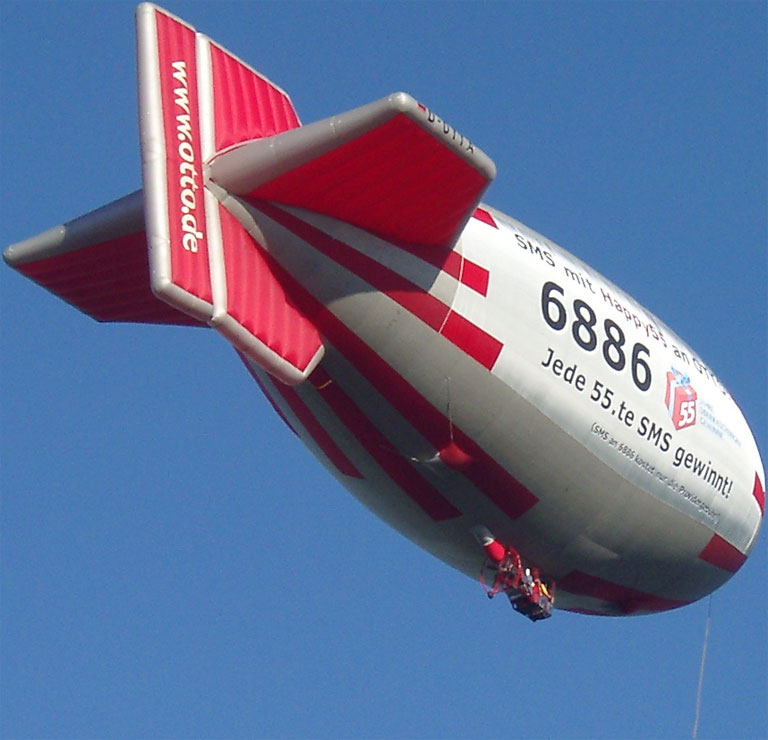
GEFA-Luftschiff als Werbeträger über Hamburg (Seriennr. 22)

Die GEFA-Flug GmbH (Gesellschaft zur Entwicklung und Förderung aerostatischer Flugsysteme) war ein seit 1980 in Aachen ansässiges Unternehmen zur Herstellung von Heißluftballons und Heißluft-Luftschiffen.
Neben Planung und Verkauf von Fluggeräten beschäftigte sich die Firma mit der Gestaltung und dem Design von Ballons und Luftschiffen (Bannerwerbung), deren Werbeeinsätzen und Promotiontouren sowie der Ausbildung von Piloten. Des Weiteren führte die GEFA Passagierfahrten mit ihren Fluggeräten durch.
Das Unternehmen war als Entwicklungsbetrieb, als Herstellbetrieb und luftfahrttechnischer Betrieb nach JAR 21 durch das Luftfahrt-Bundesamt (LBA) zugelassen und führte auch Wartungs- und Reparaturarbeiten an bei der englischen Civil Aviation Authority (CAA) zugelassenen Typen durch.
Im Jahr 2015 musste das Unternehmen in ein Liquidationsverfahren gehen, das 2017 mit der Auflösung der deutschen Gesellschaft abgeschlossen wurde. Die GEFA-Flug-Musterzulassungen wurden an die Firma Impacto Aereo in Mexiko verkauft,  infolge dessen dort die Produktion der GEFA-Flug-Luftschiffe in Mexiko-Stadt fortgeführt werden konnte.

## Geschichte
Seit Mitte der 1970er Jahre arbeitete das Unternehmen an der Entwicklung von Luftschiffsystemen, seit Anfang der 1980er Jahre an der Entwicklung von Heißluft-Luftschiffen. In den ersten Jahren lag der Schwerpunkt bei ferngelenkten Systemen. Die damals gesammelten Erfahrungen flossen ab 1985 in die Weiterentwicklung von bemannten Heißluft-Luftschiffen ein, die gemeinsam mit Thunder & Colt unter dem Kooperationsnamen „The Airship Alliance“ betrieben wurden. Im Rahmen dieses Kooperationskonzepts – später auch in Kooperation mit Cameron Balloons, die 1995 Thunder & Colt aufkaufte – entstand schließlich 1990 ein erster vom deutschen Luftfahrt-Bundesamt zugelassener zweisitziger Prototyp.
Dieser wies gegenüber den englischen Schiffstypen eine größere Hüllenstreckung auf, wodurch nicht nur die optische Erscheinung, sondern auch die allgemeine Manövrierfähigkeit erheblich verbessert wurde. Durch unterschiedlichen Gebrauch der beiden nun „V-förmig“ gegeneinander montierten und nach vorn und hinten gerichteten Brenner in Verbindung mit mehreren Gewebetrennwänden (Schottwände), die den Schiffskörper in verschiedene Teile ähnlich den Gaszellen bei Starrluftschiffen aufteilen, wurde das Trimmverhalten aktiv beeinflussbar. Das System ist damit vergleichbar mit der Trimmung über Ballonetts bei Gasluftschiffen.
Diese Trimmung, eine schlankere Form und der erhöhte Innendruck führten in Verbindung mit der ebenfalls verbesserten Aerodynamik zu einer deutlich erhöhten Fluggeschwindigkeit. Das Volumen betrug 2250 m³, Antrieb 38 kW (52 PS) Rotax, Flugzeit als Zweisitzer circa eine Stunde. Zwei AS 80 GD wurden als Einzelstücke vom deutschen Luftfahrt-Bundesamt zugelassen.
Die Hüllen wurden in Deutschland gefertigt, die Herstellung der zweisitzigen Gondeln erfolgte in Großbritannien. Die viersitzigen Gondeln wurden hingegen bei der GEFA-FLUG in Aachen gebaut. Die Zulassung der viersitzigen Version erfolgte Ende 1999 durch das deutsche Luftfahrt-Bundesamt. Die Vermarktung erfolgte durch beide Firmen gemeinsam. Bisher wurden neben den beiden oben erwähnten Luftschiffen vom Typ AS 80 GD noch 62 Schiffe vom Typ AS 105 GD gefertigt (Stand 10/2012 GEFA-Flug).
Inzwischen wurde ein größerer Luftschifftyp mit Platz für 6 Passagiere (Pilot + 5) und einem Volumen von 5000 m³ entwickelt. Dabei wurde die Grundform des Hüllenkörpers des viersitzigen Luftschiffes übernommen und auf ein Volumen von 5000 m³ hochskaliert. Der Anstellwinkel der Höhenleitwerke wurde aber geändert. Die Höhenleitwerke liegen nun nicht mehr komplett waagerecht, sondern hängen leicht, da bei einem sinkenden Schiff und starkem Motorschub die Nase nach unten zeigt und nicht steigt. Das hängt mit dem geringeren Luftwiderstand der Höhenleitwerke in der Vertikalen beim Sinken des Schiffs zusammen. Dadurch ist es einfacher geworden, bei starkem Gegenwind auf kleinen Plätzen zu landen.
Eine weitere Neuerung war eine Nachtflugbeleuchtung, die es erlaubte, das Luftschiff auch zwischen Sonnenuntergang und Sonnenaufgang zu betreiben. In Kombination mit dem sogenannten Flüsterbrenner ergab sich dadurch eine sehr gute Ausleuchtung der Luftschiffhülle, was bei Nachthimmel sehr werbewirksam ist.

## Forschung
Das Unternehmen entwickelte und baute spezielle Heißluftballone und Luftschiffe, die der ökologischen Forschung und der Dokumentation von Umweltschäden dienten.
Projekte waren unter anderem mehrmonatige Einsätze zur photogrammetrischen Dokumentation von Mohenjo-Daro, einer 5000 Jahre alten Ruinenstadt in Pakistan. Ähnliche Projekte wurden in Oman, Griechenland, der Türkei, Syrien, Israel, dem ehemaligen Jugoslawien, Ägypten, Frankreich, Schweiz, Spanien und England unternommen.
Forschungsgebiete waren unter anderem:
- Überwachung von Altlasten, Halden, Naturschutzgebieten und Gewässern
- Klimauntersuchungen bodennaher Luftschichten
- Landnutzungserhebungen und Erosionsüberwachung
- Kontrolle von Steinbrüchen, Materialhalden und Absetzbecken
- Dokumentation von Baudenkmälern
- Luftaufnahmen zwecks Rekonstruktion archäologischer Stätten

## Heißluft-Luftschiff AS 105 GD
Der Luftschifftyp AS 105 GD war als zweisitzige Version (unter Nutzung eines von der CAA zugelassenen Gondeltyps von Thunder & Colt) bereits im Frühjahr 1996 durch die englische Luftfahrtbehörde CAA als Muster zugelassen worden. Darüber hinaus war er seit 2001 auch für Flüge bei Nacht zugelassen.
- Länge über Alles: 41,0 m
- Durchmesser: 12,8 m
- Volumen: 3000 m³
- Antrieb: Zweitakt-Benzinmotor von Rotax mit 48 kW (65 PS) und Vierblatt-CfK-Propeller
- max. Abfluggewicht: 900 kg
- Flugdauer
  - einsitzig: bis zu 3 h
  - zweisitzige Version: 2 h
  - viersitzig: 1 h
- Höchstgeschwindigkeit: 40 km/h
- Besatzung, Passagiere: Pilot plus 1, seit Herbst 1999 auch Pilot plus 3

## Heißluft-Luftschiff AS 105 GD/6
Im Jahr 2005 begann das Unternehmen ein weiteres Projekt, die Entwicklung des Sechssitzer-Luftschiffs AS 105 GD/6 mit einem Volumen von 5000 Kubikmetern. Das Luftschiff war in der Lage, neben dem Piloten bis zu fünf Passagiere zu transportieren. Alternativ konnte das Luftschiff Lasten bis zu 450 Kilogramm tragen.
Das neue Autopilot-System, das die vier Brenner und ihren Hitzeausstoß kontrolliert, sparte circa 15–20 % Propangas ein. Der Brenner war ein modifizierter Typ des Cameron „Shadow Airship Burner“.
Mit Synteen & Lückenhaus wurde für die Luftschiffhülle ein Gewebe entwickelt, das doppelt so stark, aber nur um ein Drittel schwerer als seine Vorgänger war. Die Entwicklung des Gewebes dauerte insgesamt drei Jahre. Es wurden zahlreiche Hitze- und UV-Tests im „Textile Research Laboratory“ der Universität Chemnitz durchgeführt, inklusive monatelangen Witterungstests.
Das AS 105 GD/6 hat seine Erprobungsgenehmigung durch die EASA im August 2008 erhalten.
Technische Daten des Sechssitzers: 
- Volumen: 5000 m³
- Gesamtlänge: 48,60 m
- Durchmesser: 14,88 m
- Hüllenmaterial: Lückenhaus GEFA-FLUG Toughtear-X-Power
- Antrieb: Rotax, 65 PS
- Propeller: Helix-Kohlenfaser, 4-Blatt
- Brenner: Cameron-Shadow-Doppelbrenner
- Flugzeit, 6 Personen: ca. 2 Stunden
- max. Geschwindigkeit: ca. 35 km/h
- max. Abhebegewicht: 1488 kg
- Avionik
  - Funkgerät: Dittel FSG 2T
  - Transponder: Garrecht Avionik Mode-S